# Nyrup Hegn
Nyrup Hegn er en mindre skov sydøst for Gurre by ca 5 km vest for Helsingør. Skoven er uden egentlige søer, men er præget af flere mindre tørvemoser, hvor der tidligere er blevet skåret tørv. Den nordlige del af Nyrup Hegn kaldes også Gurre Hegn.
Skoven er overvejende nåleskov, især rødgran, der ligger som kompakte massiver omgivne af løvskov, især bøg.

## Moser i skoven
I skovens sydlige del ligger de tre vådområder Røvermose, Røverdam og Kolang mose. I skovens nordlige del ligger Triangel mose og Hospitals mose. Nær milehøjen ligger Dukkemose sydøst for denne, Flynderup mose nord for denne og vest for denne Ellebom mose. Endelig i skovens østlige del nær Kongevejen ligger Stenås mose.

## Historie
Nyrup Hegn udgør en del af et samlet gammelt skovområde, som indtil fredskovsforordningen af 1805 strakte sig fra Horneby mod nordvest såvel norden som sønden om Gurre Sø og herfra videre ud til kysten ved Øresund. Nyrup Hegn indgik også i det skovområde, som indgik i Den Gram-Langenske forstordning og findes på det Langenske skovkort fra 1766, hvorpå det angives som værende inddelt i kvadrater.
Ved fredskovforordningen blev Nyrup Hegn udskilt som fredskov i 1805.

## Kulturelle spor

### Den gamle kongevej
Gennem skovens nordlige del løber Frederik 2.'s gamle kongevej i øst-vestlig retning. På en strækning på ca 200 meter er den oprindelige brolægning fra ca. 1584 synlig. Lidt vestligere ligger ved vejsiden en milehøj fra Ole Rømers opmåling af landet i sidste halvdel af 1600-tallet. Dengang sattes milepæle af træ på en ca. 2 m. høj jordhøj. Pælene holdt naturligvis ikke længe og erstattedes senere af tilhugne granitsten. Da træpælene blev sat var den gamle kongevej stadig hovedfærdselsåre, men da den senere blev erstattet af den nuværende Kongevejen øst for skoven, blev milestenen opsat ved denne, og milehøjen blev liggende i skoven, og er nu den eneste tilbageværende milehøj. Både brolægning og milehøj er fredet.

### Veje i skoven
Tidligere blev skoven gennemskåret af Hellebækvej, der forbandt Espergærde og Hellebæk. Vejen eksisterer stadig men anvendes nu fortrinsvis som cykelsti. I stedet ledes trafikken ad Skindersøvej.

## Friluftsliv
Nyrup Hegn spiller en ikke ringe rolle for den omgivende befolknings fritidsliv, herunder motionsløbere, hundeluftere, spejdere og andre.
Nyrup Hegn indgår i Nationalpark Kongernes Nordsjælland. og Natura 2000-område nr. 131 Gurre Sø (habitatsområde nr 115). 